# Meia Maratona do Porto
A Meia Maratona do Porto é uma prova de Meia maratona no Porto, aberta a todos os cidadãos, realizadas anualmente em setembro ou Outubro desde 2007.
DE 2007 a 2018 foi patrocinada pela Sport Zone. Em 2019 é patrocinada pela Hyundai.
A primeira edição em 2007 foi ganha por Jonathan Kipkorir.
A edição de 2008 foi ganha pelo então Campeão Olímpico da Maratona nos Jogos Olímpicos de 2008 Samuel Wanjiru.
Em 2009 o vencedor foi Haile Gebrselassie, com 60m04s.
Em 2013, O primeiro atleta a cortar a meta foi o queniano Samuel Ndungu com 1:01,48 hora, triunfando com uma vantagem de 31 segundos para o compatriota Elijah Kemboi. Na terceira posição ficara o etíope Asefa Mekonnen. Nas mulheres, Mercy Kiharus demorou 1:11,11 hora, com vantagem de 1 minuto e meio para a também compatriota Viola Yator.
Em 2014, os quenianos Bernard Kipyego e Rionoripo Cherotich ganharam a oitava edição da Meia Maratona do Porto, que teve em Sara Moreira, segunda classificada na corrida feminina, a melhor participação portuguesa.
Em 2020, devido ao Surto de COVID-19, a prova não se realizou.

## Vencedores por País
| País     | Masculinos | Femininos | Total |
| -------- | ---------- | --------- | ----- |
| Quênia   | 11         | 11        | 22    |
| Etiópia  | 1          | 3         | 4     |
| Eritreia | 1          | 0         | 1     |
| Uganda   | 2          | 0         | 2     |
| Japão    | 0          | 1         | 1     |
| Portugal | 1          | 1         | 2     |

## Participantes, vencedores e seus tempos
| Ano  | Data           | Atletas  | Vencedores            | Vencedores     | Vencedores     | Vencedores                | Vencedores    | Vencedores    |
| Ano  | Data           | Chegaram | Sexo masculino        | Sexo masculino | Sexo masculino | Sexo feminino             | Sexo feminino | Sexo feminino |
| Ano  | Data           | Chegaram | Nome                  | Nacionalidade  | Tempo          | Nome                      | Nacionalidade | Tempo         |
| ---- | -------------- | -------- | --------------------- | -------------- | -------------- | ------------------------- | ------------- | ------------- |
| 2023 | 17 de setembro | 4437     | Antony Kimtay         | Quénia         | 01:01:39       | Enatnesh Tirusew          | Etiópia       | 01:07:13      |
| 2022 | 18 de setembro | 3208     | Emmanuel Bor          | Quénia         | 01:00:38       | Senate Chekol             | Etiópia       | 01:08:34      |
| 2021 | 19 de setembro | 2460     | Luís Saraiva          | Portugal       | 01:03:11       | Solange Jesus             | Portugal      | 01:15:43      |
| 2019 | 22 de setembro | 3790     | Maxwell Kortek Rotich | Uganda         | 01:01:14       | Antonina Kwambai          | Quénia        | 01:09:42      |
| 2018 | 16 de setembro | 4218     | Mike Kiptum Boit      | Quénia         | 01:00:53       | Susan Kipsang Jeptoo      | Quénia        | 01:11:06      |
| 2017 | 18 de setembro | 4746     | Abraham Kiptum        | Quénia         | 1:00.06        | Monica Jepkoech           | Quénia        | 1:09.23       |
| 2016 | 18 de setembro | 5285     | Daniel Rotich         | Uganda         | 1:00.59        | Nao Isaka                 | Japão         | 1:12.12       |
| 2015 | 20 de setembro | 5196     | Emmanuel Bor          | Quénia         | 1:01.06        | Monica Jepkoech           | Quénia        | 1:10.26       |
| 2014 | 14 de setembro | 4486     | Bernard Kypiego       | Quénia         | 1:00.38        | Rionionoripo P. Cherotich | Quénia        | 1:10.40       |
| 2013 | 15 de setembro | 4398     | Samuel Ndungu Wanjiku | Quénia         | 1:01.48        | Mercy Jerotich Kibarus    | Quénia        | 1:11.11       |
| 2012 | 16 de setembro | 3701     | Benson Barus          | Quénia         | 1:01.44        | Alice Mogire              | Quénia        | 1:10.23       |
| 2011 | 18 de setembro | 3027     | Zersenay Tadese       | Eritreia       | 0:59.30        | Doris Changeywo           | Quénia        | 1:10.36       |
| 2010 | 10 de outubro  |          | Stephen Kibet         | Quénia         | 1:00.09        | Bergane Adere             | Etiópia       | 1:13.49       |
| 2009 | 18 de outubro  |          | Haile Gebrselassie    | Etiópia        | 1:00.04        | Pamela Chepchumba         | Quénia        | 1:10.24       |
| 2008 | 21 de setembro |          | Samuel Wanjiru        | Quénia         | 1:01.25        | Pamela Chepchumba         | Quénia        | 1:10.27       |
| 2007 | 23 de setembro |          | Jonathan K. Kipkorir  | Quénia         | 1:01.39        | Lenah J. Cheruiyot        | Quénia        | 1:11.23       |